# Instituto Federal do Tocantins
O Instituto Federal de Educação, Ciência e Tecnologia do Tocantins (IFTO) é resultante da integração da Escola Técnica Federal de Palmas (ETF) e da Escola Agrotécnica Federal de Araguatins (Eafa), e foi criado por meio da Lei nº 11.892/2008, que instituiu a Rede Federal de Educação Profissional, Científica e Tecnológica. Hoje, o IFTO possui oito campus e três campus avançados em pleno funcionamento, além de dezesseis polos de educação a distância.
O IFTO faz jus ao que há de melhor na história da educação profissional no Brasil, pois forma profissionais que atendem tanto às metas de desenvolvimento do país quanto às demandas da sociedade. Por isso, a integração entre ensino, pesquisa e extensão voltados para os Arranjos Produtivos Locais ganha destaque nesta instituição, proporcionando desenvolvimento educacional, científico e tecnológico ao Estado.
Com a oferta de cursos da educação básica, profissional e superior, além de pós lato sensu, nas modalidades presencial e a distância, o IFTO atende todas as microrregiões do Tocantins. São mais de 60 cursos regulares ofertados, além dos cursos de qualificação profissional de curta duração de Formação Inicial e Continuada (FIC).

## CampusPalmas
O Campus Palmas oferta o ensino médio integrado a cursos técnicos, e cursos técnicos separados concomitantes ou subsequentes ao ensino médio, e cursos superiores que abrangem diversas áreas do conhecimento. Um das inovações desta unidade é o curso de Engenharia Civil, que sempre está na lista dos mais concorridos nos processos seletivos do campus. A sua estrutura física ganhou melhorias com a construção do novo prédio da biblioteca, além da reforma do auditório, refeitório e infraestrutura elétrica.
O Campus de Palmas oferece os seguintes cursos:

### Ensino médio
O ensino médio integrado ao ensino técnico.
- Administração
- Agrimensura
- Agronegócio
- Controle Ambiental
- Edificações
- Eletrotécnica
- Eventos
- Informática para Internet
- Mecatrônica

### Ensino técnico
O ensino técnico concomitante ou subsequente ao ensino médio.
- Agrimensura
- Automação Industrial
- Edificações
- Eletrotécnica
- Informática
- Secretariado
- Segurança do Trabalho

### Ensino superior

#### Bacharelado
- Agronomia
- Engenharia Civil
- Engenharia Elétrica
- Zootecnia

#### Licenciatura
- Educação Física
- Física
- Letras - Língua Portuguesa
- Matemática
- Pedagogia e Educação Profissional e Tecnológica (UAB/IFTO)

#### Tecnológico
- Gestão do Agronegócio
- Gestão de Turismo
- Gestão do Agronegócio (UAB/IFTO)
- Gestão Pública
- Sistemas para Internet

### Pós-graduação

#### Especialização (Lato sensu)
- Tecnologia Ambiental
- Telemática
- Sistemas Fotovoltáicos

#### Mestrado
- Educação Profissional e Tecnológica

#### Doutorado
- Educação (Programa de Doutorado Interinstitucional UEL/IFTO)

## CampusAraguaína
O Campus Araguaína tem papel importante na região, ofertando cursos de qualidade para atender a crescente demanda de profissionais. Com ênfase na área da saúde, o campus conta com estrutura de laboratórios de análises clínicas e anatomia, além de outros espaços que contribuem para o aprimoramento do conhecimento teórico aliado à prática. O campus também oferece cursos na área de informática, uma das principais demandas do mercado de trabalho.

### Formação Inicial e Continuada (FIC)
Os cursos de Formação Inicial e Continuada (FIC) são cursos de curta duração voltado para o aperfeiçoamento e a qualificação do profissional para o mercado de trabalho, independente do nível de escolaridade.
- Operador de Computador

### Ensino médio
O ensino médio integrado ao ensino técnico.
- Informática
- Biotecnologia

### Ensino técnico
O ensino técnico concomitante ou subsequente ao ensino médio.
- Análises Clínicas
- Enfermagem

### Ensino superior

#### Tecnológico
- Análise e Desenvolvimento de Sistemas
- Gestão da Produção Industrial

## CampusAraguatins
O Campus Araguatins é referência em ensino na região do Bico do Papagaio, atendendo estudantes também dos estados do Maranhão e Pará. Com um potencial agropecuário, o campus é uma verdadeira fazenda, composta por diversos setores produtivos que auxiliam nas aulas práticas de cursos de níveis básico e superior. Nos últimos anos, a unidade passou por um processo de expansão da sua infraestrutura, e agora conta com mais salas de aula, novos espaços acadêmicos e administrativos e uma biblioteca ampla. Além disso, o campus oferece a seus estudantes a possibilidade de permanecerem na unidade por meio do regime de internato, facilitando a continuidade dos estudos daqueles que residem em outros municípios.
Os cursos ofertados no campus Araguatins do IFTO são:

### Ensino médio
O ensino médio integrado ao ensino técnico.
- Agropecuária
- Redes de Computadores

### Ensino técnico
O ensino técnico concomitante ou subsequente ao ensino médio.
- Agropecuária

### Ensino superior

#### Bacharelado
- Engenharia Agronômica

#### Licenciatura
- Ciências Biológicas
- Computação

### Pós-graduação

#### Especialização (Latu sensu)
- Desenvolvimento Agropecuário Sustentável
- Desenvolvimento de Sistemas Computacionais
- Ensino de Ciências da Natureza e Matemática

## CampusColinas do Tocantins
O Campus Colinas do Tocantins é resultado da terceira fase da expansão da Rede Federal de Educação Superior e Profissional e Tecnológica. Com o intuito de aumentar o desenvolvimento profissional da região, de acordo com os arranjos produtivos locais, o campus entra em funcionamento em 2014.

### Ensino médio
O ensino médio integrado ao ensino técnico.
- Agropecuária
- Informática

### Ensino técnico
O ensino técnico concomitante ou subsequente ao ensino médio.
- Agropecuária
- Informática

### Ensino superior
- Licenciatura em Computação

## CampusDianópolis
O Campus Dianópolis iniciou suas atividades no ano de 2013, e já conta com oferta regular de ensino médio integrado a cursos técnicos, e cursos técnicos separados concomitantes ou subsequentes ao ensino médio, e cursos superiores que abrangem diversas áreas do conhecimento. Com base nos arranjos produtivos locais, o campus atende o município de Dianópolis e região, contribuindo por meio da qualificação profissional, para o desenvolvimento do sudeste do Tocantins.

### Ensino médio
O ensino médio integrado ao ensino técnico.
- Agropecuária
- Informática

### Ensino técnico
O ensino técnico concomitante ou subsequente ao ensino médio.
- Informática

### Ensino superior
- Bacharelado em Engenharia Agronômica
- Licenciatura em Computação

## CampusGurupi
O Campus Gurupi é considerado referência no ensino técnico na região Sul do estado. A sua expansão pode ser observada na estrutura física, que conta com um anfiteatro para auxiliar nas aulas práticas dos cursos de artes, além da construção de um auditório e ginásio poliesportivo. O quadro de servidores também foi ampliado, com o objetivo de atender a demanda crescente de alunos. Em breve a unidade ofertará novos cursos para a comunidade.
Os seguintes cursos são oferecidos no Campus Gurupi:

### Formação Inicial e Continuada (FIC)
Os cursos de Formação Inicial e Continuada (FIC) são cursos de curta duração voltado para o aperfeiçoamento e a qualificação do profissional para o mercado de trabalho, independente do nível de escolaridade.
- Operador de Computador

### Ensino médio
O ensino médio integrado ao ensino técnico.
- Administração
- Agropecuária
- Edificações
- Teatro

### Ensino superior

#### Bacharelado
- Engenharia Civil

#### Licenciatura
- Teatro

#### Tecnológico
- Gestão Pública
- Produção de Grãos

### Pós Graduação
- Arte Educação (especialização Lato sensu)

## CampusParaíso do Tocantins
O Campus Paraíso do Tocantins atua na oferta de cursos nos níveis básico e superior, sendo que são disponibilizadas cerca de 350 vagas anualmente. Com a finalização da construção do ginásio, a comunidade estudantil ganhou um espaço completo para a prática de esportes.

### Ensino médio
O ensino médio integrado ao ensino técnico.
- Agroindústria
- Informática
- Meio Ambiente

### Ensino técnico
O ensino técnico concomitante ou subsequente ao ensino médio.
- Meio Ambiente
- Serviços Públicos

### Ensino superior
- Bacharelado em Administração
- Tecnologia em Alimentos
- Tecnologia em Gestão da Tecnologia da Informação
- Licenciatura em Matemática
- Licenciatura em Química
- Bacharelado em Sistemas de Informação

## CampusPorto Nacional
No Campus Porto Nacional oferta o ensino médio integrado a cursos técnicos, e cursos técnicos separados concomitantes ou subsequentes ao ensino médio, e cursos superiores que abrangem diversas áreas do conhecimento. Os cursos ofertados são voltados para as áreas de Informática, Logística e de Meio Ambiente. Para atender à comunidade acadêmica, a unidade conta com uma estrutura ampla, que recebeu uma subestação de energia para garantir a instalação de aparelhos de ar condicionado em todas as salas do campus. A unidade conta também com novos laboratórios.

### Ensino médio
O ensino médio integrado ao ensino técnico.
- Administração
- Informática para Internet
- Meio Ambiente

### Ensino técnico
O ensino técnico concomitante ou subsequente ao ensino médio.
- Vendas
- Informática

### Ensino superior
- Pedagogia
- Administração
- Sistemas da informação
- Tecnologia em Logística

## Campus Avançados
Os Campus Avançados partiu da iniciativa dos Institutos Federais em suprir as necessidades do mercado de trabalho de cada região. Com cursos de curta duração e turmas menores, o objetivo principal é preencher a demanda regional com profissionais capacitados.

### Campus AvançadoFormoso do Araguaia

#### Ensino técnico
O ensino técnico concomitante ou subsequente ao ensino médio.
- Agricultura
- Informática

### Campus AvançadoLagoa da Confusão

#### Ensino Superior
- Engenharia Agronômica

#### Formação Inicial e Continuada (FIC)
Os cursos de Formação Inicial e Continuada (FIC) são cursos de curta duração voltado para o aperfeiçoamento e a qualificação do profissional para o mercado de trabalho, independente do nível de escolaridade.
- Tratorista Agrícola
- Auxiliar Administrativo
- Montagem e Reparação de Computadores
- Bordados a Mão
- Manicure e Pedicure
- Artesão de Pintura em Tecidos

#### Ensino técnico
O ensino técnico concomitante ou subsequente ao ensino médio.
- Agricultura
- Informática

### Campus AvançadoPedro Afonso

#### Formação Inicial e Continuada (FIC)
Os cursos de Formação Inicial e Continuada (FIC) são cursos de curta duração voltado para o aperfeiçoamento e a qualificação do profissional para o mercado de trabalho, independente do nível de escolaridade.
- Pedreiro de Alvenaria
- Pintor de Obras

#### Ensino técnico
O ensino técnico concomitante ou subsequente ao ensino médio.
- Técnico em Açúcar e Álcool
- Técnico em Agropecuária
- Técnico em Logística